# العلاقات الأيرلندية الليتوانية
العلاقات الأيرلندية الليتوانية هي العلاقات الثنائية التي تجمع بين جمهورية أيرلندا وليتوانيا.

## مقارنة بين البلدين
هذه مقارنة عامة ومرجعية للدولتين:
| وجه المقارنة                                              | جمهورية أيرلندا                                       | ليتوانيا                                                    |
| --------------------------------------------------------- | ----------------------------------------------------- | ----------------------------------------------------------- |
| المساحة (كم2)                                             | 70.27 ألف                                             | 65.30 ألف                                                   |
| عدد السكان (نسمة)                                         | 4.76 مليون                                            | 2.79 مليون                                                  |
| الكثافة السكانية (ن./كم²)                                 | 67.74                                                 | 42.73                                                       |
| العاصمة                                                   | دبلن                                                  | فيلنيوس، كاوناس                                             |
| اللغة الرسمية                                             | اللغة الأيرلندية، لغة إنجليزية، الإنجليزية الأيرلندية | اللغة الليتوانية                                            |
| العملة                                                    | جنيه أيرلندي، يورو، عملات اليورو الأيرلندية           | ليتاس ليتواني، يورو                                         |
| الناتج المحلي الإجمالي (بليون دولار)                      | 333.73 مليار                                          | 47.17 مليار                                                 |
| الناتج المحلي الإجمالي (تعادل القوة الشرائية) بليون دولار | 318.16 مليار                                          | 84.06 مليار                                                 |
| الناتج المحلي الإجمالي الاسمي للفرد دولار أمريكي          | 61.13 ألف                                             | 14.15 ألف                                                   |
| الناتج المحلي الإجمالي للفرد دولار أمريكي                 |                                                       | 27.69 ألف                                                   |
| مؤشر التنمية البشرية                                      | 0.916                                                 | 0.839                                                       |
| رمز المكالمات الدولي                                      | +353                                                  | +370                                                        |
| رمز الإنترنت                                              | .ie                                                   | .lt                                                         |
| المنطقة الزمنية                                           | 00، ت ع م+01:00، أوروبا/دبلن ‏                         | ت ع م+02:00، ت ع م+03:00، أوروبا/فيلنيوس ‏، توقيت شرق أوروبا |

## مدن متوأمة
في ما يلي قائمة باتفاقيات التوأمة بين مدن أيرلندية وليتوانية:
- ترتبط بوندوران مع بريناي باتفاقية توأمة.
- ترتبط دبلن مع فيلنيوس باتفاقية توأمة.

## منظمات دولية مشتركة
يشترك البلدان في عضوية مجموعة من المنظمات الدولية، منها:
| علم المنظمة | اسم المنظمة                               | تاريخ انضمام جمهورية أيرلندا | تاريخ انضمام ليتوانيا |
| ----------- | ----------------------------------------- | ---------------------------- | --------------------- |
|             | الاتحاد الأوروبي                          | 1973                         | 1 مايو 2004           |
|             | وكالة ضمان الاستثمار متعدد الأطراف        | 27 أكتوبر 1989               | 8 يونيو 1993          |
|             | منظمة التعاون الاقتصادي والتنمية          | ?                            | 5 يوليو 2018          |
|             | الأمم المتحدة                             | 14 ديسمبر 1955               | 17 سبتمبر 1991        |
|             | منظمة حظر الأسلحة الكيميائية              | ?                            | ?                     |
|             | منظمة التجارة العالمية                    | ?                            | ?                     |
|             | منظمة الشرطة الجنائية الدولية             | ?                            | ?                     |
|             | منظمة الأمن والتعاون في أوروبا            | 25 يونيو 1973                | 10 سبتمبر 1991        |
|             | مؤسسة التنمية الدولية                     | 22 ديسمبر 1960               | 23 سبتمبر 2011        |
|             | يونسكو                                    | 3 أكتوبر 1961                | 7 أكتوبر 1991         |
|             | مجلس أوروبا                               | ?                            | ?                     |
|             | الاتحاد البريدي العالمي                   | ?                            | ?                     |
|             | البنك الدولي للإنشاء والتعمير             | 8 أغسطس 1957                 | 6 يوليو 1992          |
|             | الاتحاد الدولي للاتصالات                  | 8 ديسمبر 1923                | 1 يوليو 1923          |
|             | مؤسسة التمويل الدولية                     | 11 سبتمبر 1958               | 15 يناير 1993         |
|             | المنظمة الأوروبية لسلامة الملاحة الجوية   | 1965                         | 2006                  |
|             | المركز الدولي لتسوية المنازعات الاستشارية | 7 مايو 1981                  | 5 أغسطس 1992          |
|             | مجموعة الموردين النوويين                  | ?                            | ?                     |

## أعلام
هذه قائمة لبعض الشخصيات التي تربطها علاقات بالبلدين:
- حاييم هرتصوغ (سياسي إسرائيلي، 17 سبتمبر 1918[22][23][24] – 17 أبريل 1997[22][23][25])

## وصلات خارجية
- موقع وزارة الخارجية الأيرلندية
- موقع وزارة الخارجية الليتوانية